# 重建 (語言學)
語言學重建（英語：Linguistic reconstruction），或稱重構、構擬，是指以歷史語言學推定並重建歷史上無文獻紀錄的語言或是語言的共同祖語的方法。重建形式會以星號標示。
語言重建屬於一種假說推定。例如，雖然一般認為羅曼語的祖語為拉丁語，然而，以現代羅曼語（如法語、西班牙語等）重建的祖語（通俗拉丁語）亦僅能呈現後代語言所能溯及的部分。

## 重建方法
在後代言語之間進行比較的重建方法稱為比較重建（英語：Comparative reconstruction），有時亦稱做外部重建（英語：External reconstruction）。
針對同一語言内部形態差異的比較進行分析，則稱為内部重建（英語：Internal reconstruction）。

## 語音重建
在進行語音重建時，一般採用「多數原則」（ Majority Principle）以確定預測的詞源（即一組同源詞的起源）最可能的發音。另外，我們也能以「自然發展原則」（Most Natural Development Principle）來描述一般語言變化的方向，並依循這此指標進行祖語重建。
以羅曼語系的「唱」一詞為例，從西班牙語中的「cantar /kan.tar/」和法語中的「chanter /ʃɑ̃.te/」這兩個詞來看，由於較常見的語音變化方向為由塞音至擦音的變化，因此可以推斷，塞音 [k] 的發音應較擦音 [ʃ] 更為古老，更接近原始發音。

## 腳註
- 歷史語言學
- 比較法 (語言學)
- 語音變化

1. ↑  Marius Jøhndal(2016: 1)
2. ↑  Marius Jøhndal(2016: 6)
3. ↑  Yule, George. . New York, NY: Cambridge University Printing House. 2 January 2020. ISBN 9781108499453.